# Оредежский район
Оредежский район — административно-территориальная единица в составе Ленинградской области, существовавшая с 1927 по 1959 годы.
Административный центр — посёлок Оредеж.
Площадь территории — 1764 км² (по данным 1928 года). Население — 13 872 чел. (1949 год; 25 198 чел. в 1926 году, 30 167 чел. в 1939 году, 7867 чел. в 1945 году).

## Образование района
Оредежский район образован 1 августа 1927 года одновременно с образованием Ленинградской области. В состав района были включены следующие административные едиинцы упразднённых одновременно Ленинградской и Новгородской губерний:
а) из Лужского уезда Ленинградской губернии:
- Бутковская волость полностью (9 сельсовета);

б) из Троцкого уезда Ленинградской губернии:
- из Глебовской волости — 5 сельсоветов;

в) из Новгородского уезда Новгородской губернии:
- из Тёсовской волости — 9 сельсоветов[4].

Первоначально Оредежский район был включён в состав Лужского округа. После ликвидации округов (постановление ЦИК и СНК СССР от 23 июля 1930 года) район был подчинён непосредственно областным органам.

## Административное деление
На момент образования района в его состав входили 23 сельсовета. После укрупнения, проведённого в 1928 году, их количество уменьшилось до 19:
- Бельский
- Березицкий
- Березненский
- Бутковский
- Волкинский
- Волосковский
- Горынский
- Каменно-Полянский
- Кременский
- Никулькинский
- Новинский
- Пантелеевский
- Печковский
- Пристанский
- Сокольницкий
- Тарасинский
- Теребушский
- Торковичский
- Череменский

Постановлением Президиума ВЦИК от 16 мая 1927 года населённый пункт Торковичи отнесён к категории рабочих посёлков.
Постановлением Президиума Ленинградского облисполкома от 26 апреля 1931 года Торковичский сельсовет упразднён с 1 мая 1931 года в связи с образованием рабочего посёлка.
Указом Президиума Верховного Совета РСФСР от 23 июня 1939 года в состав Оредежского района был включён Слудицкий сельсовет, переданный из Красногвардейского района.
Указом Президиума Верховного Совета РСФСР от 16 июня 1954 года Волкинский и Малоберезенский сельсоветы объединены в один сельсовет, с присвоением ему наименования — Заручьевский сельсовет; Теребушский и Бельский сельсовет объединены в один сельсовет, с присвоением ему наименования — Холомицкий сельсовет. Одновременно упразднён Никулкинский сельсовет, его территория включена в состав Череменского сельсовета.

## Упразднение района
Район был упразднён Указом Президиума Верховного Совета РСФСР от 22 октября 1959 года. Территория района была включена в состав Лужского района.